# La Maudite Tournée
La Maudite Tournée est un double album live de Robert Charlebois, enregistré en 1995 au Spectrum de Montréal, sorti sous le label WEA Music.
Robert Charlebois est entouré pour cet album d'une formation rock composée de nombreux musiciens: cuivres, guitaristes, batteur, claviériste, chœur.
Le titre de l'album ainsi que sa pochette font référence à la bière québécoise d'Unibroue La Maudite, dont Charlebois fut un temps l'ambassadeur,.

## Liste des titres
Disque 1
1. L'intro de mon pays - 1:35
2. Mon pays ce n'est pas un pays c'est une job - 4:09
3. Medley Latin - 7:04
4. Iceberg - 3:18
5. Saint-Laurent - 4:01
6. Entre deux joints - 3:50
7. Cannabis - 3:44
8. Les ailes d'un ange - 5:19
9. Dolorès - 5:11
10. Le mur du son - 3:58
11. Frog song - 2:28
12. L'autoroute électronique - 3:57
13. Ordinaire - 5:01
14. Witchi-tai-to - 4:30

Disque 2
1. Lindberg - 5:18
2. Moins vieux - 4:03
3. Te v'la - 2:37
4. Medley Méchant: J'veux pu que tu m'aimes / J't'hais / Macho / Prendre un verre de bière mon minou / Cauchemar / Chu tanné - 7:13
5. J'veux d'l'amour - 4:39
6. Les talons hauts - 4:10
7. J't'aime comme un fou - 3:40
8. Manche de pelle - 2:39
9. Immensément - 3:46
10. L'indépendantriste - 5:05
11. Je Reviendrai à Montréal - 3:22
12. Fu Man Chu - 9:05
13. Le vieux rocker - 5:23